# Tractocopevodia
Tractocopevodia es un género con una especie de plantas de flores de la familia Rutaceae. 
- Datos: Q5814117